# ماریو کانتون
ماریو کانتون (انگلیسی: Mario Cantone؛ زادهٔ ۹ دسامبر ۱۹۵۹) یک هنرپیشه اهل ایالات متحده آمریکا است.
از فیلم‌ها یا برنامه‌های تلویزیونی که وی در آن نقش داشته است می‌توان به موج‌سواری، سکس و شهر ۲ اشاره کرد.